# Campionati italiani primaverili di nuoto 1999
I quarantaseiesimi Campionati italiani primaverili di nuoto si sono svolti a Genova dall'11 al 14 marzo 1999. È stata utilizzata la vasca da 50 metri.

## Podi

### Uomini
| Evento               | Oro                                                                                      | Tempo    | Argento | Tempo | Bronzo | Tempo |
| Stile libero         |                                                                                          |          |         |       |        |       |
| 50 m                 | Lorenzo Vismara                                                                          | 22"49    |         | -     |        | -     |
| 100 m                | Lorenzo Vismara                                                                          | 50"54    |         | -     |        | -     |
| 200 m                | Massimiliano Rosolino                                                                    | 1'49"92  |         | -     |        | -     |
| 400 m                | Massimiliano Rosolino                                                                    | 3'50"52  |         | -     |        | -     |
| 1500 m               | Emiliano Brembilla                                                                       | 15'33"65 |         | -     |        | -     |
| Dorso                |                                                                                          |          |         |       |        |       |
| 50 m                 | Emanuele Merisi                                                                          | 26"64    |         | -     |        | -     |
| 100 m                | Emanuele Merisi                                                                          | 56"50    |         | -     |        | -     |
| 200 m                | Emanuele Merisi                                                                          | 1'59"69  |         | -     |        | -     |
| Rana                 |                                                                                          |          |         |       |        |       |
| 50 m                 | Domenico Fioravanti                                                                      | 28"61    |         | -     |        | -     |
| 100 m                | Domenico Fioravanti                                                                      | 1'02"28  |         | -     |        | -     |
| 200 m                | Davide Rummolo                                                                           | 2'16"18  |         | -     |        | -     |
| Farfalla             |                                                                                          |          |         |       |        |       |
| 50 m                 | Luca Belfiore                                                                            | 25"04    |         | -     |        | -     |
| 100 m                | Dino Urgias                                                                              | 55"23    |         | -     |        | -     |
| 200 m                | Massimiliano Eroli                                                                       | 2'00"95  |         | -     |        | -     |
| Misti                |                                                                                          |          |         |       |        |       |
| 200 m                | Massimiliano Rosolino                                                                    | 2'03"12  |         | -     |        | -     |
| 400 m                | Alessio Boggiatto                                                                        | 4'22"25  |         | -     |        | -     |
| Staffette            |                                                                                          |          |         |       |        |       |
| 4x100 m stile libero | Nuoto Fiamme Gialle René Gusperti Klaus Lanzarini Emanuele Bartoleschi Lorenzo Vismara   | 3'27"25  |         | -     |        | -     |
| 4x200 m stile libero | Can. Garda Paolo Ghiglione Davide Bicchierini Samuele Pampana Emiliano Brembilla         | 7'33"16  |         | -     |        | -     |
| 4x100 m misti        | Nuoto Fiamme Gialle Giuliano D'Arienzo Domenico Fioravanti Andrea Oriana Lorenzo Vismara | 3'47"71  |         | -     |        | -     |

### Donne
| Evento               | Oro                                                                              | Tempo   | Argento | Tempo | Bronzo | Tempo |
| Stile libero         |                                                                                  |         |         |       |        |       |
| 50 m                 | Viviana Susin                                                                    | 26"30   |         | -     |        | -     |
| 100 m                | Viviana Susin                                                                    | 56"85   |         | -     |        | -     |
| 200 m                | Sara Parise                                                                      | 2'05"43 |         | -     |        | -     |
| 400 m                | Anna Simoni                                                                      | 4'21"84 |         | -     |        | -     |
| 800 m                | Viola Valli                                                                      | 8'53"52 |         | -     |        | -     |
| Dorso                |                                                                                  |         |         |       |        |       |
| 50 m                 | Alessandra Cappa                                                                 | 29"20   |         | -     |        | -     |
| 100 m                | Novella Calligaris                                                               | 1'04"22 |         | -     |        | -     |
| 200 m                | Federica Barsanti                                                                | 2'16"25 |         | -     |        | -     |
| Rana                 |                                                                                  |         |         |       |        |       |
| 50 m                 | Roberta Crescentini                                                              | 33"81   |         | -     |        | -     |
| 100 m                | Giorgia Gramillano                                                               | 1'13"37 |         | -     |        | -     |
| 200 m                | Giorgia Feichter                                                                 | 2'33"96 |         | -     |        | -     |
| Farfalla             |                                                                                  |         |         |       |        |       |
| 50 m                 | Alessandra Cappa                                                                 | 28"23   |         | -     |        | -     |
| 100 m                | Karina Vanni                                                                     | 1'01"85 |         | -     |        | -     |
| 200 m                | Veronica Rodà                                                                    | 2'14"92 |         | -     |        | -     |
| Misti                |                                                                                  |         |         |       |        |       |
| 200 m                | Chiara Negrini                                                                   | 2'21"32 |         | -     |        | -     |
| 400 m                | Chiara Negrini                                                                   | 4'55"28 |         | -     |        | -     |
| Staffette            |                                                                                  |         |         |       |        |       |
| 4x100 m stile libero | Aurelia Nuoto Lucrezia Serrani Casale Cristina Chiuso Viviana Susin              | 3'54"29 |         | -     |        | -     |
| 4x200 m stile libero | SNAM Serena Beretta Sara Cracco Viola Valli Chiara Negrini                       | 8'31"29 |         | -     |        | -     |
| 4x100 m stile misti  | Avantgarda Desenzano Alessandra Cappa Flora Montagni Veronica Ranieri Sara Goffi | 4'23"31 |         | -     |        | -     |